# Feitoria Inglesa
La Feitoria Inglesa (en anglais : British Factory) est un bâtiment situé dans le centre historique de Porto, au Portugal.
Ce bâtiment est un excellent témoignage de l'alliance luso-britannique et du poids de la communauté britannique dans la ville, fortement impliquée dans le commerce du vin de Porto.

## Histoire
Aux XVIe et XVIIIe siècles, les comptoirs commerciaux servaient à défendre les intérêts des marchands étrangers résidant dans divers pays du monde. Au Portugal, le plus ancien comptoir anglais remonte au XVIe siècle et était situé à Viana do Castelo.
À Porto, le premier règlement de la Factory House of Porto apparaît en 1727, le bâtiment actuel étant construit entre 1785 et 1790, selon un projet du consul anglais John Whitehead. Sa construction a été entièrement financée par les contributions annuelles des marchands britanniques basés dans la ville. La Feitoria Inglesa est la seule Factory House qui a survécu jusqu'à nos jours parmi les nombreuses qui existaient dans le monde entier.
D'autres symboles de la présence britannique dans la ville de Porto sont le Oporto Cricket and Lawn Tennis Club, fondé en 1855, et la Oporto British School, qui, fondée en 1894, est la plus ancienne école de style britannique du continent européen.

## Description
Sur le plan architectural, la Feitoria Inglesa s'inspire du style palladien.
La façade principale a une allure classique, répartie sur quatre niveaux. Le rez-de-chaussée est formé de sept arcades qui donnent accès à une galerie extérieure et à l'entrée du bâtiment. Le rez-de-chaussée est formé de hautes ouvertures, avec balcons et pignons. La façade se termine par un parapet, orné de balustres et de festons.
A l'intérieur, le bel escalier, avec son puits de lumière, la salle de bal et la cuisine monumentale méritent d'être mentionnés. Située au dernier étage, cette cuisine a conservé tout l'équipement d'origine et la vaisselle primitive. La Feitoria Inglesa possède également une vaste bibliothèque et un domaine remarquable, avec des meubles Chippendale, de la porcelaine et de la faïence de qualité.

## Organisme
En 1811, la British Factory prend sa structure actuelle, gérée par des sociétés de vin de Porto aux racines britanniques, adoptant la désignation officielle de " The British Association ".
Elle compte actuellement huit sociétés associées et douze membres effectifs administrateurs des sociétés associées. La Feitoria Inglesa promeut les grands vins de Porto, à savoir les millésimes, et maintient des traditions séculaires, remarquables pour une association avec plus de deux cents ans d'existence.
La Feitoria Inglesa est gérée sur une base de rotation annuelle, assumant la gestion des installations et l'exécution du plan d'activité. Le président est appelé trésorier et s'appuie sur un comité de gestion (conseil d'administration) composé de cinq membres.
Dans le hall d'entrée, juste après la galerie extérieure, se trouvent des portraits avec les noms des trésoriers depuis 1811. On y trouve les noms des familles les plus influentes d'origine britannique liées au secteur du vin de Porto, perpétuées dans les marques actuelles de vin de Porto : Churchill´s, Cockburn, Croft, Delaforce, Fladgate, Forrester, Graham, Guimaraens, Robertson, Roope, Sandeman, Symington, Taylor et Warre.